# Braccialetti di Wonder Woman
I Bracciali della Sottomissione sono un paio di braccialetti o polsini indossati da Wonder Woman e le altre Amazzoni. Furono un'idea originale di William Moulton Marston come allegoria per la sua filosofia sull'amare la sottomissione e il controllo emotivo associato ad esso al fine di equilibrare la forza dell'ego umano. Finora questi braccialetti sono dimostrati indistruttibili e in grado di assorbire l'impatto di attacchi imminenti, permettendo a Wonder Woman non solo di respingere il fuoco di armi automatiche, colpi energetici e altri colpi simili, ma anche di attutire l'impatto da una lunga caduta.

## Pre-Crisi
Durante la Golden Age, le Amazzoni dell'Isola Paradiso venivano descritte con indosso i braccialetti come simbolo di sottomissione alla loro dea patrona, Afrodite, e sotto istruzione della dea, come memento del periodo in cui le Amazzoni erano soggiogate dalla tirannia di Ercole. I braccialetti furono resi indistruttibili proprio da Afrodite, e si dimostrarono utili in quanto magici per sviare i dardi, spari di armi energetiche, e altri colpi delle armi assassine del Mondo degli Uomini.
In Wonder Woman n. 52, pubblicato nel marzo 1952, fu menzionato che i braccialetti erano composti di "amazonium".
In Sensation Comics n. 4 si scoprì che le amazzoni avrebbero perso temporaneamente la loro super forza se un maschio avesse messo loro delle catene ai polsi. La loro forza sarebbe rimasta inalterata se a incatenarle fosse stata una femmina (Sensation Comics n. 10). Avrebbero quindi riconquistato la loro forza una volta tolte le catene. Nelle storie successive, le Amazzoni avrebbero perso la loro forza se i maschi avessero loro legato semplicemente i polsi, piuttosto che legare sui braccialetti, con catene o altre forme di legacci. In Comic Cavalcade n. 14, si rivelò che i braccialetti equilibravano la forza delle Amazzoni con l'amore per la sottomissione agli obiettivi positivi della civiltà.
Le conseguenze della rimozione dei braccialetti fu semplificata in altre storie: se si fossero rotti, o fossero stati rimossi, le Amazzoni sarebbero state colte da un'incontrollabile e distruttiva frenesia, come l'allegoria del Dr. Marston per la distruzione senza restrizioni dell'ego umano. I braccialetti furono rotti davvero raramente, e anche allora soltanto da armi magiche potenziate dagli dei (come la spada di Artemide o il pugnale di Egeo di Vulcano).

## Post-Crisi
Le Amazzoni furono, come prima, incaricate di indossare i braccialetti come costante ricordo della loro esperienza come schiave, e dovettero indossarli anche come penale di fallimento nella loro missione di riformare l'umanità. Però, non perdevano più la loro forza se i maschi le incatenava sui braccialetti e non erano più maledette con la pazzia se i braccialetti si fossero rotti o fossero stati rimossi. In aggiunta, i comuni bracciali Amazzoni non fornivano alcuna protezione speciale.
Quando Diana vinse il torneo per diventare Wonder Woman, le furono dati un paio di braccialetti magici d'argento. Più tardi fu spiegato che i braccialetti furono forgiati dai resti dell'Egida, uno scudo fatto di una lega indistruttibile della pelle della ninfa/capra Amaltea, che allattò Zeus quand'era un neonato. Quando Diana li mette davanti a sé incrociandoli, i bracciali sono in grado di generare i resti dell'Egida, permettendo a Diana di riflettere attacchi di gran lunga più grandi dell'area della superficie dei bracciali stessi. Questi resti prendono la forma di campi di forza sferici semi-visibili grosso modo due volte l'altezza di Diana.
Sia Donna Troy che Cassandra Sandsmark ebbero i loro braccialetti indistruttibili d'argento. Quando Ippolita continuò ad operare come Wonder Woman dopo la resurrezione di Diana, indossò allo stesso modo i suoi braccialetti d'argento. Quando John Byrne si prese l'incarico di nuovo scrittore e artista della serie, raffigurò i bracciali molto più grandi del solito e simili a dei guanti, con un'estensione semi-distinta da quella dei braccialetti originali.
Si scoprì durante il periodo di Gail Simone come scrittrice della serie che Zeus dotò i braccialetti del potere di incanalare il fulmine divino quando venivano colpiti insieme a volontà. Diana poteva anche farli sbattere l'uno contro l'altro per genere un'onda di terribile forza in grado di far sanguinare addirittura le orecchie di esseri tanto potenti quanto Superman.

## In altri media
Nella serie televisiva Wonder Woman, nell'episodio in due parti The Feminum Mystique, si stabilì che i braccialetti erano prodotti dal "feminum", un metallo trovabile solo sull'Isola Paradiso. Quando gli agenti nazisti seppero la verità dalla sorella di Wonder Woman, Drusilla, invasero l'Isola e costrinsero le Amazzoni a lavorare nella miniera per estrarre il metallo finché le guerriere non si opposero ai loro catturatori. La rimozione dei braccialetti lasciò Wonder Woman vulnerabile agli attacchi ma non la rese meno potente o pazza.
Per creare l'effetto riflettente dei proiettili, erano attaccate delle cariche esplosive ai braccialetti indossati dall'attrice Lynda Carter. Lei nascondeva dei dispositivi a innesco nelle sue mani, e nel clue, li avrebbe innescati così da creare l'effetto esplosivo.
I braccialetti comparvero nel film Batman v Superman: Dawn of Justice come i Braccialetti della Sottomissione.